# Bobby Jarzombek
Bobby Jarzombek (San Antonio, 4 settembre 1963) è un batterista statunitense, fratello del noto chitarrista Ron Jarzombek.

## Biografia
Bobby nasce il 4 settembre 1963 a San Antonio, Texas da una famiglia di origini polacche.
Inizia a suonare la batteria a 10 anni ed i suoi miti sono Neil Peart, Simon Phillips e Terry Bozzio.
Dopo anni di studio acquisisce una buona tecnica e viene ingaggiato dai Juggernaut, una Heavy metal band semi-sconosciuta che, però, servirà a Bobby per farsi notare nel giro della musica negli Stati Uniti.
Viene notato dal chitarrista Mark Reale che lo chiamò nei suoi Riot, band appena riformatasi dopo 5 anni di scioglimento, Reale volle Bobby per poter completare la formazione. Viene pubblicato Thundersteel (1988), album che presenta un Heavy/Power metal tecnico dove il batterista sfoggia un ottimo drumming. Da notare la sua impostazione batteristica: usa la cosiddetta impostazione open handed, suonando il charleston ed il ride (quest'ultimo montato sopra il primo) con la mano sinistra ed il rullante con la destra. Il suo set è molto articolato e monta anche due crash dietro di sé.
Intanto Bobby forma un progetto parallelo chiamato Spastic Ink, in compagnia del talentuoso chitarrista nonché suo fratello maggiore Ron Jarzombek e con l'altrettanto bravo bassista Pete Perez, anche lui nei Riot. Viene inciso Ink Complete (1997) un disco ad alto tasso tecnico e dal genere indefinito. La difficoltà di classificazione si origina dal peculiare mix di metal, progressive, fusion, blues, funk e jazz.
Intanto con i Riot incide il suo ultimo album Sons of Society (1999), dopodiché  lascerà il posto a Bobby Rondinelli.
Dopo questa collaborazione divenne il bersaglio di tanti "pezzi grossi" dell'Heavy metal tra cui Ozzy Osbourne, Alice Cooper e Megadeth ma alla fine fu Rob Halford ad ottenere la sua collaborazione.
Con il "Metal God" Bobby pubblica Resurrection (2000), un album molto apprezzato dalla critica. Bobby deve porre freno alla sua enorme tecnica, dando più spazio alla semplicità ed alla musicalità. Con il bassista Ray Riendeau forma una coppia ritmica ineccepibile, in grado di mostrare ottime doti batteristiche, senza ricorrere a tecnicismi esagerati. Le sue capacità si possono apprezzare in brani come Made In Hell, Silent Screams e nella conclusiva Saviour.
Dopo il successo dell'esordio della "Halford band" e dopo la pubblicazione del disco dal vivo Live Insurrection (2001), si procede alla lavorazione del secondo capitolo Crucible (2002). Il disco non ebbe lo stesso successo del predecessore ma il drumming di Jarzombek rimase sempre bello da ascoltare, specie nel pezzo Betrayal dove si esprime al massimo con la doppia cassa.
Prima dell'uscita dell'EP Fourging the Furnace (2003), il gruppo si scioglie (anche se si è parlato di reunion ) ma Bobby continua senza sosta la sua attività di musicista.
Collabora con John West, il cantante dei Royal Hunt, pubblicando Earth Maker (2002) e, nello stesso anno, registra il suo primo video-metodo di batteria Performance & Technique che, oltre ad illustrare esercizi funambolici con la doppia cassa, spiega lo stick twirl, ossia il modo di far ruotare le bacchette con le dita.
Nel 2004 viene pubblicato il secondo disco degli Spastic Ink, Ink Compatible che vede anche la partecipazione di ospiti illustri tra cui il chitarrista Marty Friedman, il tastierista Jens Johansson ed il cantante Daniel Gildenlöw.
Altre collaborazioni del batterista sono con i Demons & Wizards, Rob Rock ed i PainMuseum, gruppo dove milita il chitarrista Mike Chlasciak che ha suonato con Bobby nella Halford band.
Bobby è poi entrato nella band di Sebastian Bach, con cui ha pubblicato due album: Angel Down e Kicking & Screaming.
Dal 2007, entra a far parte dei pionieri del progressive metal Fates Warning e - successivamente, nel 2010 - del progetto parallelo della band, Arch/Matheos, con il quale registra l'album d'esordio, Sympathetic Resonance. Con i Fates Warning, finora ha pubblicato due album: Darkness in a Different Light, ritorno in studio della band dopo nove anni, e Theories of Flight.

## Discografia
Con i Riot
- 1988 - Thundersteel
- 1990 - The Privilege of Power
- 1994 - Nightbreaker
- 1995 - The Brethren of the Long House
- 2011 - Immortal Soul

Con gli Halford
- 2000 - Resurrection
- 2001 - Live Insurrection
- 2009 - Halford 3 - Winter Songs
- 2011 - Halford IV - Made of Metal

Con gli Spastic Ink
- 1997 - Ink Complete
- 2004 - Ink Compatible

Con Sebastian Bach
- 2007 - Angel Down
- 2011 - Kicking & Screaming

Con gli Arch/Matheos
- 2011 - Sympathetic Resonance
- 2019 - Winter Ethereal

Con i Fates Warning
- 2013 - Darkness in a Different Light
- 2016 - Theories of Flight
- 2020 - Long Day Good Night

Con la Ron Thal Band
- 1995 – The Adventures of Bumblefoot
- 1997 – Hermit
- 1998 – Hands